# Demiurgo
Demiurgo (grego, δημιουργός, demiourgos) significa "o que trabalha para o público, artífice, operário manual", demios significando "do povo" (de demos, povo) e -ourgos, "trabalhador" (de ergon, trabalho.)
No sentido de "trabalhador para o povo", a palavra foi usada em todo o Peloponeso, com exceção de Esparta, e em muitas partes da Grécia, como sinônimo de um alto magistrado. No pensamento cosmogônico de Platão, o termo designa o artesão divino — causa da alma do mundo — que, sem criar de fato o universo, dá forma a uma matéria desorganizada imitando as essências eternas, tendo os deuses inferiores, criados por ele, como tarefa a produção dos seres mortais. No pensamento gnóstico, o demiurgo, criador do mundo é distinto do Deus supremo e em geral considerado mau, enquanto que para Platão o demiurgo é bom: "Ele era bom e, naquilo que é bom, nunca surge inveja de nada; e sendo desprovido de inveja, desejou que todos fossem, tanto quanto possível, semelhantes a Ele".

## Platonismo e Neoplatonismo
O uso filosófico e o substantivo próprio derivam do diálogo Timeu escrito por Platão em 360 a.C., a causa do universo, de acordo com a exigência de que tudo que sofre transformação ou geração (genesis) sofre-a em virtude de uma causa. Diferente do deus cristão, o demiurgo não cria ex nihilo mas a partir de um estado preexistente de caos, tentando fazer seu produto assemelhar-se ao modelo eterno das Formas, assim a atividade do demiurgo compreende observar as Formas, desejar que tudo seja o melhor ou mais similar possível ao modelo eterno e perfeito.
A meta perseguida pelo demiurgo platônico é o bem do universo que ele tenta construir. Este bem é recorrentemente descrito em termos de ordem, Platão descreve o demiurgo como uma figura neutra (não-dualista), indiferente ao bem ou ao mal, mas apesar de bom, sofre limitações na coordenação criativa do cosmos (não onipotente), por isso, só é bom até um ponto, enquanto manter correspondência absoluta ao modelo ideal, assim Platão apela para o princípio de "causa errante", que por natureza produz movimento e tempo. Platão entende a "carência total de finalismo" (a mera disteleologia), isto é, algo indeterminado, anômalo, casual, a desordem em sentido global. Eis o que significa justamente "causa errante", ou seja, "causa que age ao acaso e de modo anômalo".

### Médio platonismo
De acordo com Proclo, Numênio considerou que havia uma espécie de trindade, ou três princípios supremos: o "Primeiro Deus", chamado Pai, O Primeiro, Nous, O Um e O Bem, é o ser absoluto, perfeitamente transcendente e autônomo. Ele é pai do "Segundo Deus", o Demiurgo que também se chama Nous, ele é igualmente bom, porque compartilha do bem do Primeiro Deus, mas possui uma inclinação a matéria. Numênio também alegou que as três divindades eram na verdade uma só.
Enquanto os deuses menores do Timeu de Platão são responsáveis por acrescentar uma alma mortal à alma racional imortal entregues pelo demiurgo, o demiurgo de Numênio é responsável apenas pela encarnação e reencarnação das almas mortais, que são, elas próprias, de origem superior. Numênio considerou ainda um demiurgo dualista, sua parte contemplativa é a alma do mundo benévola e a parte da criação, porque se preocupa unicamente com a matéria, é a alma do mundo má.

### Neoplatonismo
Plotino não interpreta a criação do mundo através do demiurgo platônico de modo literal, mas ainda assim, uma interpretação figurativa do demiurgo é usada, ele introduz uma separação entre realidade inteligível e realidade sensível.
Segundo Proclo, Plotino considerava que o primeiro demiurgo é o que contempla o paradigma, o segundo é o que dispõe o resultado da contemplação em ação, primeiro criando o universo e então o governando. A parte elevada deve ser chamada Cronos e parte inferior, a ação, traz o nome de Zeus. O reino de Cronos e o intelecto de Zeus, juntamente constituem o nível intermediário entre O Um e o universo.
Jâmblico equaliza todo o cosmos a Demiurgo, concordando com Plotino, ele afirma ainda que apenas o demiurgo contém o ser e o inteligível.

## Gnosticismo
Os gnósticos acreditavam que o Criador ou demiurgo era uma entidade do mal, o que contrasta com o conceito platônico Segundo o gnosticismo existe incompatibilidade entre a esfera divina, que é luz, e o universo de nossa experiência, que é terreno e desprovido de sentido, esse dualismo, inspirado por uma visão pessimista do mundo e de sua história, não é eterno como para os maniqueus, pois o mal só apareceu com a criação, atribuída à hìbrys de um demiurgo, e há de desaparecer um dia.
Em textos gnósticos como no Apócrifo de João e Da origem do Mundo, demiurgo, o filho de Sophia recebe nomes que definem a sua natureza: Yaldabaoth ("filho dos caos"), Sakla (do aramaico, "tolo"), Samael ("deus cego") ou ainda Nebruel (ou Nebro). É ainda no Apócrifo de João que descrevem o demiurgo Yaldabaoth com um ser que tem o rosto que se assemelha a um leão.
No apócrifo Hipóstase dos Arcontes, Yaldabaoth e Sabaoth são entidades diferentes, esta última seria o filho do primeiro mas mesmo nessa versão Sabaoth tem função semelhantes, seu trono é uma imensa carruagem de querubins rodeada por anjos ministeriais. O nome Yaldabaoth exercitou a ingenuidade dos estudiosos por um bom tempo, este arconte foi igualado a Yahweh (Javé) do Antigo Testamento, mas não há indícios no hebraico para tal significado.
No Sistema de Ptolomeu de Valentim, o demiurgo é descrito como um anjo, semelhante a deus, que elevou-se até o sétimo céu que circunda a terra, acima deste está o oitavo céu e acima dele o Deus Supremo, que fica completamente distante do mundo. Anjo guardião da esfera inferior, o demiurgo foi designado como o criador do mundo, o chefe dos arcontes pelos quais Achamoth, a mãe, deu à luz (Ogdôada). Por trás do demiurgo, há uma reunião de forças subordinadas, os arcontes, que são seus colaboradores. A teoria Valentiniana elabora que da Achamoth (he káta sophía ou sabedoria menor), originaram-se três tipos de substâncias, o espiritual (pneumatikoi), o animal (psychikoi) e o material (hylikoi). O Demiurgo pertence ao segundo tipo, por ele ser fruto da união da Achamothcom a matéria.
A descrição do demiurgo, pelos setianistas é ainda mais negativa do que no sistema valentiano e seu status é inferior ao do Deus Supremo, como citado no Evangelho de Filipe, mas ele alcançou o status de criador dos arcontes e do mundo natural, tornando-se arrogante disse "Eu sou o Pai, e acima de mim não há nenhum outro", (como em Isaías 45:5 e Isaías 46:9), de acordo com o Apócrifo de João, uma voz divina, ultrajada com a reivindicação arrogante de Yaldabaoth, dá a resposta e o refuta, a voz ressoa: "A humanidade existe, assim como o filho da humanidade".
Marcião contrapunha o deus do Antigo Testamento ao deus de Jesus Cristo, para ele a criação era obra de um deus maligno, o Demiurgo, apresentado na Bíblia judaica. Segundo Marcião, o Pai de Jesus não tinha nada em comum com o Deus judaico do juízo e da guerra, o deus do Antigo Testamento, juiz potente, justo, colérico, cruel, mesquinho, capaz de afirmar: «Eu formo a luz, e crio as trevas; faço a paz, e crio o mal; eu sou Jeová que faço todas estas coisas.» (Isaías 45:7), esse deus não poderia ser o mesmo pai de Jesus Cristo. Coerente ao seu pensamento, Marcião não só rejeitou a Bíblia judaica como Escritura Sagrada, na luta pela mensagem pura, mas também os escritos neotestamentários em que predomina a tradição judaica.